# サッカーパナマ代表
サッカーパナマ代表（サッカーパナマだいひょう、Selección nacional de fútbol de Panamá）は、パナマサッカー協会によって構成されるパナマのサッカーのナショナルチームである。ホームスタジアムは首都・パナマシティにあるエスタディオ・ロンメル・フェルナンデス。

## 歴史
2014 FIFAワールドカップ・北中米カリブ海3次予選では、最終節アメリカ戦で後半アディショナルタイム突入時点まで2-1とリードしており、そのまま終了すれば、前節まで4位で同節コスタリカに1-2で敗れたメキシコを抜き大陸間プレーオフ出場権を獲得するはずだったが後半47分、48分と立て続けにゴールを許し、試合終了直前でプレーオフ出場を逃した。
2018 FIFAワールドカップ・北中米カリブ海5次予選では主力選手のアミルカル・エンリケスが銃撃事件で殺害される悲劇に見舞われながらも、残り2試合で3位に立ったが3位争いをしていたアメリカとの直接対決に0-4で敗れ、逆にアメリカに勝点差2をつけられ4位に転落。アメリカが得失点差で大きく差をつけており、また同時刻キックオフとなった最終節で、最下位のトリニダード・トバゴと対戦することから3位での予選通過は厳しいと見られていたが最終節でコスタリカに前半リードを許しながら後半8分にガブリエル・トーレスが同点ゴールをあげ、さらに終了間際にロマン・トーレスのゴールで逆転勝利を収め、アメリカがトリニダード・トバゴに1-2で敗れたため、逆転で予選3位に入り前回大会予選最終節ロスタイムでワールドカップ出場を逃した雪辱を果たした。なお、同点ゴールとされたガブリエル・トーレスの得点はボールがゴールラインを割っていないように見える微妙な判定であると騒がれた。
当時パナマの大統領であったフアン・カルロス・バレーラは、W杯初出場を記念して初出場決定の翌日の10月11日を祝日にした。本大会ではグループGに入り、初戦のベルギー戦では0-3で敗れた。2戦目のイングランド戦ではフェリペ・バロイがW杯におけるパナマ代表としての初ゴールを決めるも1-6で大敗し、これにより3戦目のチュニジア戦を残したままパナマのグループリーグ敗退が決まった。そのチュニジア戦にも1-2で敗れ、3戦全敗で大会を終えた。

## 成績

### FIFAワールドカップ
| 開催国 / 年 | 成績               | 試       | 勝       | 分       | 負       | 得       | 失       |
| ----------- | ------------------ | -------- | -------- | -------- | -------- | -------- | -------- |
| 1930        | 不参加             | 不参加   | 不参加   | 不参加   | 不参加   | 不参加   | 不参加   |
| 1934        | 不参加             | 不参加   | 不参加   | 不参加   | 不参加   | 不参加   | 不参加   |
| 1938        | 不参加             | 不参加   | 不参加   | 不参加   | 不参加   | 不参加   | 不参加   |
| 1950        | 不参加             | 不参加   | 不参加   | 不参加   | 不参加   | 不参加   | 不参加   |
| 1954        | 不参加             | 不参加   | 不参加   | 不参加   | 不参加   | 不参加   | 不参加   |
| 1958        | 不参加             | 不参加   | 不参加   | 不参加   | 不参加   | 不参加   | 不参加   |
| 1962        | 不参加             | 不参加   | 不参加   | 不参加   | 不参加   | 不参加   | 不参加   |
| 1966        | 不参加             | 不参加   | 不参加   | 不参加   | 不参加   | 不参加   | 不参加   |
| 1970        | 不参加             | 不参加   | 不参加   | 不参加   | 不参加   | 不参加   | 不参加   |
| 1974        | 不参加             | 不参加   | 不参加   | 不参加   | 不参加   | 不参加   | 不参加   |
| 1978        | 予選敗退           | 予選敗退 | 予選敗退 | 予選敗退 | 予選敗退 | 予選敗退 | 予選敗退 |
| 1982        | 予選敗退           | 予選敗退 | 予選敗退 | 予選敗退 | 予選敗退 | 予選敗退 | 予選敗退 |
| 1986        | 予選敗退           | 予選敗退 | 予選敗退 | 予選敗退 | 予選敗退 | 予選敗退 | 予選敗退 |
| 1990        | 予選敗退           | 予選敗退 | 予選敗退 | 予選敗退 | 予選敗退 | 予選敗退 | 予選敗退 |
| 1994        | 予選敗退           | 予選敗退 | 予選敗退 | 予選敗退 | 予選敗退 | 予選敗退 | 予選敗退 |
| 1998        | 予選敗退           | 予選敗退 | 予選敗退 | 予選敗退 | 予選敗退 | 予選敗退 | 予選敗退 |
| 2002        | 予選敗退           | 予選敗退 | 予選敗退 | 予選敗退 | 予選敗退 | 予選敗退 | 予選敗退 |
| 2006        | 予選敗退           | 予選敗退 | 予選敗退 | 予選敗退 | 予選敗退 | 予選敗退 | 予選敗退 |
| 2010        | 予選敗退           | 予選敗退 | 予選敗退 | 予選敗退 | 予選敗退 | 予選敗退 | 予選敗退 |
| 2014        | 予選敗退           | 予選敗退 | 予選敗退 | 予選敗退 | 予選敗退 | 予選敗退 | 予選敗退 |
| 2018        | グループリーグ敗退 | 3        | 0        | 0        | 3        | 2        | 11       |
| 2022        | 予選敗退           | 予選敗退 | 予選敗退 | 予選敗退 | 予選敗退 | 予選敗退 | 予選敗退 |
| 合計        | 出場1回            | 3        | 0        | 0        | 3        | 2        | 11       |

### CONCACAFゴールドカップ
- 1991 - 予選敗退
- 1993 - グループリーグ敗退
- 1996 - 予選敗退
- 1998 - 予選敗退
- 2000 - 不参加
- 2002 - 予選敗退
- 2003 - 予選敗退
- 2005 - 準優勝
- 2007 - ベスト8
- 2009 - ベスト8
- 2011 - ベスト4
- 2013 - 準優勝
- 2015 - 3位
- 2017 - ベスト8
- 2019 - ベスト8
- 2021 - グループリーグ敗退
- 2023 - 準優勝

### コパ・セントロアメリカーナ
| 開催年 | 結果     |
| ------ | -------- |
| 1991   | 予選敗退 |
| 1993   | 3位      |
| 1995   | 5位      |
| 1997   | 5位      |
| 1999   | 不参加   |
| 2001   | 4位      |
| 2003   | 5位      |
| 2005   | 4位      |
| 2007   | 準優勝   |
| 2009   | 優勝     |
| 2011   | 3位      |
| 2013   | 5位      |
| 2014   | 3位      |
| 2017   | 準優勝   |
| 合計   | 12/13    |

## 歴代監督
- カルロス・アルベルト・ダ・ルス 2002-2003
- ホセ・エウヘニオ・エルナンデス 2004-2005
- フリオ・デリー・バルデス 2006
- ビクトル・レネ・メンディエタ 2006
- アレシャンドレ・ギマランエス 2006-2008
- ゲイリー・ステンペル 2008-2009
- ホルヘ・ルイス・デリー・バルデス 2010
- フリオ・デリー・バルデス 2010-2013
- エルナン・ダリオ・ゴメス 2014-2018
- フリオ・デリー・バルデス 2019
- ゲイリー・ステンペル 2018-2019
- アメリコ・ガジェゴ 2019-2020
- トーマス・クリスチャンセン 2020-

## 歴代記録
2023年3月27日時点

### 出場数ランキング
| 順位 | 選手                 | 期間      | 出場 | 得点 |
| ---- | -------------------- | --------- | ---- | ---- |
| 1    | ガブリエル・ゴメス   | 2003-2018 | 149  | 12   |
| 2    | ハイメ・ペネド       | 2003-2018 | 137  | 0    |
| 3    | アルベルト・キンテロ | 2007-     | 132  | 7    |
| 4    | アルマンド・クーパー | 2003-     | 123  | 9    |
| 5    | アニバル・ゴドイ     | 2010-     | 122  | 3    |
| 5    | ブラス・ペレス       | 2001-2018 | 122  | 42   |
| 7    | ロマン・トーレス     | 2005-2019 | 120  | 10   |
| 8    | ルイス・テハダ       | 2001-2018 | 108  | 43   |
| 9    | ガブリエル・トーレス | 2005-     | 104  | 24   |
| 10   | フェリペ・バロイ     | 2001-2018 | 103  | 4    |

### 得点数ランキング
| 順位 | 選手                         | 期間      | 得点 | 出場 |
| ---- | ---------------------------- | --------- | ---- | ---- |
| 1    | ルイス・テハダ               | 2001-2018 | 43   | 108  |
| 2    | ブラス・ペレス               | 2001-2018 | 42   | 122  |
| 3    | ガブリエル・トーレス         | 2006-     | 24   | 104  |
| 4    | ルイス・エルネスト・タピア   | 1960-1979 | 20   | 77   |
| 5    | ホルヘ・デリー・バルデス     | 1991-2005 | 19   | 48   |
| 6    | フリオ・デリー・バルデス     | 1990-2005 | 18   | 44   |
| 7    | ロベルト・ブラウン           | 2000-2011 | 15   | 54   |
| 8    | ロランド・ブラックバーン     | 2010-     | 12   | 54   |
| 8    | ガブリエル・ゴメス           | 2003-2018 | 12   | 149  |
| 10   | リカルド・フィリップス       | 1996-2010 | 11   | 84   |
| 10   | ビクトル・レネ・メンディエタ | 1980-2000 | 11   | 80   |

## 歴代選手

### GK
- ハイメ・ペネド
- ルイス・メヒア

### DF
- ロマン・トーレス
- アドルフォ・マチャド
- フェリペ・バロイ
- ハロルド・クミングス
- ルイス・エンリケス

### MF
- ガブリエル・ゴメス
- リカルド・ブイトラゴ
- アルマンド・クーパー
- アルベルト・キンテロ・メディナ
- アニバル・ゴドイ
- アミルカル・エンリケス

### FW
- ブラス・ペレス
- ガブリエル・トーレス
- ルイス・テハダ
- ホルヘ・デリー・バルデス
- フリオ・デリー・バルデス
- アルフレッド・アンデルソン